# Leichtathletik-Weltmeisterschaften 2011/Teilnehmer (Zypern)
| Gelbes Symbol für Goldmedaillen mit stilisierten Olympischen Ringen | Graues Symbol für Silbermedaillen mit stilisierten Olympischen Ringen | Braundes Symbol für Bronzemedaillen mit stilisierten Olympischen Ringen |
| ------------------------------------------------------------------- | --------------------------------------------------------------------- | ----------------------------------------------------------------------- |
| —                                                                   | —                                                                     | —                                                                       |

Der Leichtathletik-Verband Zyperns stellte bei den Leichtathletik-Weltmeisterschaften 2011 im koreanischen Daegu zwei Teilnehmer.

## Ergebnisse

### Männer

#### Sprung/Wurf
| Athlet           | Disziplin  | Qualifikation | Qualifikation | Finale        | Finale        |
| Athlet           | Disziplin  | Weite/Höhe    | Platz         | Weite/Höhe    | Platz         |
| ---------------- | ---------- | ------------- | ------------- | ------------- | ------------- |
| Kyriakos Ioannou | Hochsprung | DNS           | DNS           | ausgeschieden | ausgeschieden |

### Frauen

#### Laufdisziplinen
| Athletin           | Disziplin    | Vorlauf | Vorlauf | Halbfinale    | Halbfinale    | Finale        | Finale        |
| Athletin           | Disziplin    | Zeit    | Platz   | Zeit          | Platz         | Zeit          | Platz         |
| ------------------ | ------------ | ------- | ------- | ------------- | ------------- | ------------- | ------------- |
| Demetra Arachovití | 100 m Hürden | DNS     | DNS     | ausgeschieden | ausgeschieden | ausgeschieden | ausgeschieden |